# Siphamia elongata
Siphamia elongata är en fiskart som beskrevs av Lachner, 1953. Siphamia elongata ingår i släktet Siphamia och familjen Apogonidae. Inga underarter finns listade i Catalogue of Life.